# جو هادن
جو هادن (بالإنجليزية: Joe Haden)‏ هو لاعب كرة قدم أمريكية أمريكي، ولد في 14 أبريل 1968 في فورت واشنطن في الولايات المتحدة.

## وصلات خارجية
- جو هادن على موقع إي إس بي إن.كوم (أن.أف.أل)3
- جو هادن على موقع مرجع كرة القدم المحترفة.كوم (الإنجليزية)